# Ракутин, Константин Иванович
Раку́тин Константи́н Ива́нович (21 мая (3 июня) 1902, дер. Новинки, Российская империя (ныне Вачского р-на Нижегородской обл.) — 7 октября 1941, ок. села Семлёво Смоленской области, СССР) — советский военачальник, Герой Советского Союза (5.05.1990, посмертно), генерал-майор (1940).

## Молодость и Гражданская война
Родился 21 мая (3 июня) 1902 года в деревне Новинки ныне Вачского района Нижегородской области. Русский. С 1909 года жил с семьёй в Нижнем Новгороде. В 1917 году окончил шестиклассное реальное училище в Нижнем Новгороде.
В Красной Армии с июля 1919 года. Участник гражданской войны. Служил помощником военного комиссара учебной школы 9-го Приволжского стрелкового полка в 1919 году. В 1920 году окончил Тамбовские курсы красных командиров и направлен для прохождения службы в пограничные войска.
В 1920 году был помощником командира роты и командиром роты 474-го стрелкового полка 53-й пограничной дивизии (затем преобразована в стрелковую дивизию).
С этой дивизией участвовал в советско-польской войне. После начала польского контрнаступления в битве под Варшавой дивизия была отрезана поляками от основных сил и интернирована в Восточной Пруссии в августе 1920 года. В августе 1921 года Ракутин вернулся в Советскую Россию из лагеря интернированных.
Зачислен в 5-й Читинский стрелковый полк Дальневосточной республики, в котором воевал против белогвардейцев и интервентов на Дальнем Востоке и в Забайкалье в 1921—1922 годах помощником командира роты и командиром роты. В феврале 1922 отличился при штурме «Дальневосточного перекопа» — Волочаевки, за что главнокомандующий НРА ДВР В. К. Блюхер наградил его именным оружием. В боях на Дальнем Востоке ранен, получил тяжёлое обморожение обеих рук.
В 1922 году — сотрудник военного суда. В РКП(б) с 1922 года.

## На службе в пограничных войсках
После окончания Гражданской войны непрерывно служил в пограничных войсках. С 1923 года — политрук Амурского пограничного кавалерийского эскадрона, с 1924 года — комендант пограничного участка Бикинского пограничного отряда. С 1925 года — начальник пограничной комендатуры в городе Николаевск-на-Амуре, в 1926—1929 годах — начальник отдельной Охотской пограничной комендатуры и заместитель председателя Охотского райисполкома.
В 1927 году участвовал в подавлении антисоветского Якутского восстания, обороняя от восставших важные пункты на побережье Охотского моря.
Окончил Высшую пограничную школу ОГПУ СССР в 1931 году. Несколько лет служил на преподавательских и руководящих должностях в учебных заведениях пограничных войск. С 1933 года — помощник начальника учебного отдела Ново-Петергофской школы пограничной охраны ОГПУ. С ноября 1936 года — начальник учебного отдела Харьковской школы пограничной охраны НКВД.
В 1937 года окончил Военную академию РККА им. Фрунзе. При введении воинских званий в СССР Ракутину присвоили воинское звание майор (15.06.1936). С 1937 года служил в Белорусском пограничном округе: начальник 13-го Березинского пограничного отряда, в сентябре 1939 года — начальник 85-го Лидского пограничного отряда.
С 29 декабря 1939 года — начальник штаба Ленинградского пограничного округа. Участвовал в советско-финской войне как помощник командующего 15-й армии по охране тыла. После завершения боевых действий вернулся к прежней должности.
В июле 1940 года — начальник Управления пограничных войск Прибалтийского пограничного округа (Таллин). Комбриг (29.02.1940). С 4 июня 1940 года генерал-майор.

## Великая Отечественная война
Участник Великой Отечественной войны с 22 июня 1941 года. С 26 июня начальник охраны войскового тыла Северо-Западного фронта. С конца июня — командующий 31-й армией резерва Ставки ВГК, формировавшейся в районе Ржева.
С 15 июля 1941 года — командующий 24 А Резервного фронта, участвовавшей в Смоленском оборонительном сражении.
В ходе Ельнинской операции войска армии прорвали оборону врага, оттеснили на 35-50 километров 20-й армейский корпус и 6 сентября освободили город Ельню.
Ракутин так описывал бои за Ельню: 

Завершающий удар нанесли ночью на 5 сентября. Под прикрытием темноты наши части обрушились на противника. Он обратился в бегство, оставляя окопы, заполненные убитыми, бросая оружие, боеприпасы, снаряжение, автомашины. Советские войска, развивая темп наступления до 12—15 километров в сутки, перешли к преследованию разбитого врага, не давая ему закрепиться на промежуточных рубежах. Фашистская оборона была полностью разгромлена. Над городом Ельней снова взвился советский флаг. Пришедшие из лесов жители и партизаны с радостью встретили Красную армию. Советские и партийные организации приступили к восстановлению разрушенных немцами зданий и строительству новых.— Ракутин К. И. Подробности взятия Ельни. // «Красная Звезда». — 1941, 11 сентября. — № 214 (4969).
В начале октября противник в ходе операции «Тайфун» окружил 4 советские армии. В их числе попала в «Вяземский котёл» и 24-я армия. Штаб армии отходил к Вязьме с остатками разбитой 139-й стрелковой дивизии генерал-майора Б. Д. Боброва. Наткнувшись на заслоны противника, усиленные танками, подразделения дивизии залегли и приготовились к круговой обороне. Командарм К. И. Ракутин и член Военного совета армии дивизионный комиссар Н. И. Иванов выдвинулись в боевые порядки, чтобы личным примером воодушевить бойцов. В частности, в окрестностях села Семлёво они вдвоём несколько раз лично поднимали бойцов в штыковые атаки.
Однако прорвать кольцо окружения не удалось ни 7, ни 8 октября. Офицеры штаба армии и воины 139-й стрелковой дивизии начали пробиваться из котла небольшими разрозненными группами. Среди вышедших к своим командарма-24 генерала Ракутина не оказалось. Первоначально он считался пропавшим без вести. В 1946 году формулировка приказа об исключении К. И. Ракутина из списков комсостава была изменена на «погибший в боях», но здата и место гибели генерала оставались неизвестными.
Спустя полвека место гибели К. И. Ракутина было установлено. 3 мая 1996 года энтузиасты из историко-архивного поискового центра «Судьба» ассоциации «Военные мемориалы» в ходе полевой экспедиции в Смоленской области обнаружили братскую воинскую могилу в Дорогобужском районе близ урочища Гаврюково на правом берегу реки Артюши, в двух метрах от обочины дороги Волочёк — Семлёво. Останки 20 советских воинов некогда наспех закопали в свежей воронке. Среди других останков, судя по знакам различия, находились и останки генерал-майора Красной Армии. Последний погиб от осколочного ранения в голову. Антропологическая экспертиза черепа доказала, что это генерал-майор Ракутин, считавшийся пропавшим без вести.
Таким образом установлено, что генерал-майор Константин Ракутин погиб 7 октября в районе села Семлёво Смоленской области при попытке выхода группы бойцов и командиров из окружения.
6 декабря 1996 года, в дни празднования 55-летия контрнаступления под Москвой, останки командарма перезахоронили на кладбище военно-мемориального комплекса «Снегири» в деревне Лепино Истринского района Московской области.
Указом Президента СССР № 114 от 5 мая 1990 года за успешное руководство воинскими соединениями и проявленные при этом личное мужество и героизм Константину Ракутину присвоено звание Героя Советского Союза (посмертно).

## Награды
- Медаль «Золотая Звезда» Героя Советского Союза № 11622 (5.05.1990, посмертно)[12];
- Орден Ленина (5.05.1990, посмертно)
- Орден Отечественной войны I степени (6.05.1965, посмертно)[13];
- Орден Красной Звезды (14.02.1941)[14];
- Медаль «XX лет Рабоче-Крестьянской Красной Армии» (22.02.1938);
- Наградное оружие (пистолет «Маузер») от Коллегии ОГПУ СССР (1927)[2];
- Знак «Почётный работник ВЧК-ГПУ (XV)» (5.05.1936).

## Память
- Именем командарма Ракутина названы улицы в Охотске и в Ельне, а также Ельнинская средняя школа № 2.
- Приказом Председателя КГБ СССР от 16.09.1986 года имя генерал-майора К. И. Ракутина присвоено погранзаставе «Охотск» Магаданского погранотряда Камчатского пограничного округа.
- В 2005 году в канун Дня Победы на Гвардейской аллее в городе Ельня был установлен бюст генерал-майору Ракутину К. И. (автор П. А. Фишман).
- Имя Героя Советского Союза генерал-майора К. И. Ракутина присвоено МБОУ «Новосельская средняя общеобразовательная школа» (Нижегородская область, Вачский район, село Новоселки, Школьная улица, д. 2а (НОООВ «Нижегородский пограничник»)
- Имя Героя Советского Союза генерал-майора К. И. Ракутина присвоено безымянному скверу в Нижнем Новгороде, в котором установлен памятник-стел «Пограничникам всех поколений посвящается»[15] (по инициативе НОООВ «Нижегородский пограничник»)
- Имя генерала К.И.Ракутина носит в Смоленской области МБОУ Ельнинская средняя школа №2.

- Надгробный памятник на месте захоронения.
- Бюст К. И. Ракутина в городе Ельня.
- Имя К. И. Ракутина высечено на плите мемориального комплекса «Воинам-сибирякам».
- Мемориальный комплекс «Воинам-сибирякам», Ленино-Снегирёвский военно-исторический музей.

## Киновоплощения
В 6-серийном фильме «Война на западном направлении» (1990) роль Константина Ивановича Ракутина исполнил заслуженный артист Украинской ССР Павел Морозенко.